# Mullaghduff (comté de Cavan)

Mullaghduff (irlandais : Mullach Dubh, colline au sommet noir) est un townland dans la paroisse civile de Tomregan, la baronnie de Tullyhaw et le Comté de Cavan en Irlande. 

## Géographie
Le territoire est limité par celui de six townlands :
- au nord, Annagh et Corranierna ;
- à l'ouest, Cullyleenan et Agharaskilly ;
- au sud, Cavanagh (townland) ;
- et à l'est, Cranaghan.

Killywilly Lough se trouve à l'est du townland. Un drumlin central culmine à 95 mètres.
Mullaghduff  est traversé par la route nationale N87, la route L1505 dite « Yellow road », Murray’s Lane et par la ligne de chemin de fer désaffectée de Cavan & Leitrim Railway.
Le townland couvre 102 ha dont 1,20 ha en eau.

## Toponymie
Mullaghduff est une  anglicisation du nom de lieu gaélique Mullach Dubh qui signifie colline au sommet noir, très probablement dû au sol noirâtre qui recouvre la colline
La carte de 1609, datant de l'Ulster Plantation l'appelle Mulladuff.
Mullaghduffe est trouvé dans un acte de 1630. 
Une enquête de 1630 fournit Mullaghduffe. 
Les dépositions datant de la Rebellion de 1641 signalent Mullaighduffe, alors que le Commonwealth Survey de 1652 donne Mullaghduffe et en 1659 la carte de Down Survey procure Mullaghduffe. Mullaghduffe figure dans un écrit de 1666. la carte de William Petty de  1685 appelle le townland Mulladuf.

## Histoire
Pendant la plantation d'Ulster, par accord du 23 juin 1610, entre autres, le roi James VI attribue  Mullaghduffe, entre autres, à Hugh Culme, comme partie du manoir de Calva.
Culme cède ses droits de Mullagjduff à Walter Talbot de Ballyconnell. Walter Talbot meurt le 26 juin 1625 à Ballyconnell et son fils James Talbot lui succède, à l'âge de 10 ans. Le 20 septembre 1630, les terres de Walter Talbot comprennent  Dirregeny. Le colonel George Talbot était propriétaire d'un domaine situé dans le comté de Cecil, dans le Maryland, qu'il a nommé Ballyconnell en l'honneur de sa ville natale du comté de Cavan. George Talbot est nommé arpenteur général du Maryland en 1683. À la suite de la rébellion irlandaise de 1641, la succession de James Talbot à Ballyconnell est confisquée dans le cadre de la loi de Cromwell concernant l'Irlande en 1652. Il est catholique et reçoit une compensation en 1655 à Castle Rubey, comté de Roscommon. Il meurt en 1687.
En 1652, les rebelles irlandais de la région de Ballyconnell sont vaincus et placés sous le contrôle du capitaine de Cromwell, Thomas Gwyllym. Il est originaire de Glenavy, comté d'Antrim, où son père, le révérend  Meredith Gwyllym, est vicaire des paroisses de Glenavy, Camlin, Tullyrusk, Ballinderry et Magheragall, de 1622 à peu de temps après 1634.
Le nom de Gwyllym apparaît pour la première fois dans la région en tant que propriétaire du domaine de Ballyconnell dans un acte du Commonwealth Survey de 1652, ainsi que comme commissaire de Cavan dans les ordonnances « Hearth Money » de 1660  et de 1664 où il est indiqué qu'il possède cinq foyers à Ballyconnell. Après la restauration du roi Charles II en 1660, James Talbot tente de lui reprendre le domaine de Ballyconnell mais une dernière concession est accordée à Thomas Gwyllym en août 1666, qui comprend 66 acres et 16 perches de terres rentables et 252 acres de terres non rentables de « Coolonenan » alias « Colelonan ». Thomas Gwyllym meurt en 1681 et son fils, le colonel Meredith Gwyllym, hérite du domaine de Ballyconnell, notamment de Mullaghduff.
Le domaine de Gwyllym est vendu pour 8 000 £ en 1724 au colonel Alexander Montgomery (1686-1729) de Convoy House, comté de Donegal, M.P. (parlementaire) pour le comté de Donegal de 1725 à 1727 et pour le comté de Donegal de 1727 à 1729. Il meurt en 1729 et laisse le domaine de Ballyconnell à son neveu George Leslie qui prend alors le nom de George Montgomery (MP), George Leslie Montgomery. George Leslie Montgomery est parlementaire pour Strabane, comté de Tyrone de 1765 à 1768 et pour le comté de Cavan de 1770 à 1787. Lorsqu'il meurt, il laisse la propriété de Ballyconnell à son fils George Montgomery dont la charge est administrée par la Chancellerie pour cause d'incapacité mentale.
Cinq actes concernant des propriétés à Mullaghduff en 1749 font maintenant partie des  Farnham Papers : ce sont des baux conclus entre Robert King, William Lennox et Mary Carmichael en mars et mai 1749.
Le rôle pour le paiement de la dîme en 1827 concerne les redevables suivants : Moore, Gallagher, Whitely, Sturdy, Sheridan, Taylor, Quinn, Reilly, Graham, Gerty, Watt, Baxter, Matthews, O'Brien.
En 1836, la liste de noms de l'Ordnance Survey donne la description du townland :Mullach Dubh  signifie « Sommet noir ». Dans le passé, considéré comme une partie de Cavans et dans un document appelé Cavan Mullaghduff. Propriété de Montgomery. Loyer de 14 shillings à 1 £ par acre arable. Sol graveleux. Maisons en pierre. Les cultures sont l'avoine, le seigle, le lin et les pommes de terre. Route en bon état. Les habitants vivent bien. 
L’évaluation de Griffith de 1857 indique que le propriétaire du townland est Netterfield, les locataires Cochrane, Quinn, Fallon, Moore, Faris, McGinn, Reilly, Graham, Gallahar et Roe.

## Évolution démographique
| Année de recensement | nombre d'habitants     | nombre d'habitations |
| 1841                 | 87                     | 18                   |
| 1851                 | 54 famine de 1845-1847 | 9                    |
| 1861                 | 40                     | 8                    |
| 1871                 | 23                     | 8                    |
| 1881                 | 17                     | 5                    |
| 1891                 | 17                     | 5                    |
| 1901                 | -                      | 6                    |
| 1911                 | -                      | 6                    |

## Patrimoine
La ligne de chemin de fer abandonnée de Cavan & Leitrim Railway passe sur le townland.
Une carrière de sable est située sur le territoire.